# Championnat d'Italie de football de deuxième division 1990-1991
Navigation
Édition précédente Édition suivante
La saison 1990-1991 de Serie B, organisée par la Lega Calcio pour la quarante-cinquième fois, est la 59e édition du championnat de deuxième division en Italie. Les quatre premiers sont promus directement en Serie A et les quatre derniers sont relégués en Serie C.
À l'issue de la saison, l'US Foggia termine à la première place et monte en Serie A 1991-1992 (1re division), accompagné par le vice-champion Hellas Vérone, le troisième US Cremonese et le quatrième Ascoli Calcio 1898.

## Compétition
Le classement est établi sur le barème de points suivant :
- Victoire : 2 points
- Match nul : 1 points
- Défaite, forfait ou abandon du match : 0 point

### Classement
| Rang | Équipe               | Pts  | J  | G  | N  | P  | Bp | Bc | Diff |
| ---- | -------------------- | ---- | -- | -- | -- | -- | -- | -- | ---- |
| 1    | US Foggia            | 51   | 38 | 21 | 9  | 8  | 67 | 36 | +31  |
| 2    | Hellas Vérone R      | 45   | 38 | 15 | 15 | 8  | 42 | 29 | +13  |
| 3    | US Cremonese R       | 43   | 38 | 12 | 19 | 7  | 28 | 21 | +7   |
| 4    | Ascoli Calcio 1898 R | 42   | 38 | 13 | 16 | 9  | 48 | 34 | +14  |
| 5    | Calcio Padoue        | 41   | 38 | 13 | 15 | 10 | 41 | 36 | +5   |
| 6    | AS Lucchese P        | 40   | 38 | 10 | 20 | 8  | 29 | 30 | -1   |
| 7    | AC Reggiana          | 39   | 38 | 12 | 15 | 11 | 52 | 45 | +7   |
| 8    | Udinese Calcio R     | 38-5 | 38 | 13 | 17 | 8  | 53 | 43 | +10  |
| 9    | Brescia Calcio       | 37   | 38 | 9  | 19 | 10 | 29 | 32 | -3   |
| 10   | Ancona Calcio        | 37   | 38 | 11 | 15 | 12 | 38 | 43 | -5   |
| 11   | AS Tarente P         | 37   | 38 | 10 | 17 | 11 | 28 | 33 | -5   |
| 12   | ACR Messine          | 37   | 38 | 9  | 19 | 10 | 34 | 45 | -11  |
| 13   | Modène FC P          | 36   | 38 | 10 | 16 | 12 | 35 | 35 | 0    |
| 14   | Pescara Calcio       | 36   | 38 | 9  | 18 | 11 | 36 | 32 | +4   |
| 15   | US Avellino          | 36   | 38 | 11 | 14 | 13 | 27 | 36 | -9   |
| 16   | Cosenza Calcio       | 36   | 38 | 11 | 14 | 13 | 38 | 50 | -12  |
| 17   | Salernitana P        | 36   | 38 | 7  | 22 | 9  | 29 | 38 | -9   |
| 18   | Reggina Calcio       | 30   | 38 | 7  | 16 | 15 | 29 | 37 | -8   |
| 19   | US Triestina         | 30   | 38 | 7  | 16 | 15 | 33 | 43 | -10  |
| 20   | Barletta             | 28   | 38 | 8  | 12 | 18 | 29 | 47 | -18  |

|  | Promotion en Serie A                        |
|  | Relégation en Serie C                       |
|  | P : Promu de Serie C R : Relégué de Serie A |

- En fin de saison, cinq clubs sont à égalité de points, le classement particulier désigne Cosenza Calcio et Salernitana pour disputer un barrage sur un seul match, Cosenza l'emporte 1 à 0 et reste en Serie B, Salernitana est relégué.
- Udinese Calcio a une pénalité de cinq points pour tentative de corruption la saison précédente, cette pénalité prive le club d'une remontée directe en Serie A.